# 密刺锥
密刺锥（学名：Castanopsis densispinosa）为壳斗科锥属下的一个种。

## 扩展阅读
- 維基物種上的相關：密刺锥